# Шуткино
Шуткино — деревня в Каргапольском районе Курганской области. Входит в состав Зауральского сельсовета.

## История
До 1917 года в составе Бакланской волости Шадринского уезда Пермской губернии. По данным на 1926 год состояла из 59 хозяйств. В административном отношении входила в состав Бобылевского сельсовета Каргапольского района Шадринского округа Уральской области.

## Население
| 1989 | 2002 | 2010 |
| ---- | ---- | ---- |
| 82   | ↘65  | ↘22  |

По данным переписи 1926 года в деревне проживало 244 человека (112 мужчин и 132 женщины), в том числе: русские составляли 100 % населения.